# ایبور، نیو ساوت ولز
ایبور (به انگلیسی: Ebor) یک منطقهٔ مسکونی در استرالیا است که در نیو ساوت ولز واقع شده‌است.